# Akis
Akis (Acis) – w mitologii greckiej syn Fauna i nimfy Symaithis. Sycylijski pasterz, śmiertelnik, którego pokochała nereida Galatea.
Zakochany w niej cyklop Polifem ujrzawszy parę zakochanych zaczął ich ścigać. Galatea uciekła przed Polifemem wskakując do morza, Akis zaś został śmiertelnie przywalony skałą. Galatea zamieniła jego krew w rzekę – Acis.

## Źródła
- Mała encyklopedia kultury antycznej, Państwowe Wydawnictwo Naukowe, Warszawa.